# Pelophylax chosenicus
Pelophylax chosenicus е вид земноводно от семейство Водни жаби (Ranidae). Видът е световно застрашен, със статут Уязвим.

## Разпространение
Разпространен е в Северна Корея и Южна Корея.